# Могутов, Иван Яковлевич
Иван Яковлевич Могутов (24 сентября 1915 — 29 июня 1998) — передовик советской цветной металлургии, бригадир электролизников Волховского алюминиевого завода имени С. М. Кирова Ленинградского совнархоза, Ленинградская область, Герой Социалистического Труда (1961).

## Биография
Родился в 1915 году в Вологодской губернии. Завершил обучение в семилетней школе. В 16 лет трудоустроился на лесозаготовки, сезонным рабочим. Вскоре стал работать бригадиром на лесоочистке, сплачивал древесину и плоты. Лес сплавлял в Архангельск. В 1932 году вступил в ряды комсомольцев. Проходил службу в Красной Армии. Уволившись из Армии приехал в город Волхов. Поступил на работу в железнодорожно-стрелковую охрану. Встретил Великую Отечественную войну на посту. Нёс патрульную службу, сопровождал железнодорожные составы. С 1942 года член ВКП(б)/КПСС. Участник Великой Отечественной войны. На фронте обезвреживал вражеские мины, бомбы.
Демобилизовавшись вернулся к трудовой деятельности, поступил на Волховский алюминиевый завод имени С. М. Кирова. Участник восстановления завода. Практику отправился проходить на Уральском алюминиевом заводе. Вернувшись в Волхов, участвовал в пуске электролизных печей. До пенсии трудился в цехе — рабочим, бригадиром, мастером. Постоянно совершенствовал мастерство, готовил новых специалистов. Первым в стране применил метод боковой загрузки глиноземов, первым стал работать на кислых электролитах.
За выдающиеся успехи, достигнутые в деле развития цветной металлургии, Указом Президиума Верховного Совета СССР от 9 июня 1961 года Ивану Яковлевичу Могутову было присвоено звание Героя Социалистического Труда с вручением ордена Ленина и золотой медали «Серп и Молот».
Являлся делегатом XXII съезда КПСС. Избирался депутатом Волховского городского Совета. С 1965 года находился на заслуженном отдыхе.
4 ноября 1982 года решением исполкома №335 Ивану Могутову было присвоено звание «Почетный гражданин г.Волхова».
Проживал в городе Волхове Ленинградской области. Умер 29 июня 1998 года.

## Семья
6 июня 1941 года женился. Супруга - Вера Сергеевна. Воспитали двоих детей: сын Владимир и дочь Валентина.

## Награды
За трудовые и боевые успехи удостоен:
- золотая звезда «Серп и Молот» (09.06.1961),
- орден Ленина (09.06.1961),
- Орден Отечественной войны II степени (11.03.1985),
- Медаль «За трудовое отличие» (27.10.1951),
- Медаль "За боевые заслуги"
- Медаль «За оборону Ленинграда»
- Медаль "За победу над Германией в Великой Отечественной войне 1941-1945 гг."
- другие медали.